# 吉再
吉再（韓語：길재，1353年—1419年），字再父，号冶隐、金乌山人。高麗末期理學家、教育家、政治人物，也是朝鲜王朝早期作家。庆尚道善山人。

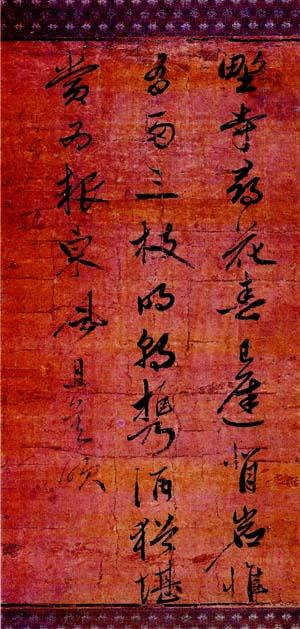
吉再的墨跡

## 生平
1386年（禑王12年）文科及第，1388年（禑王14年）官拜成均馆博士，1392年李成桂登位后辞官返回故乡创办书堂，致力于教育事业，成为朝鲜私学教育之先驱。他既是朝鲜王朝初期私学创始人，也是後來士林派的始祖。其教育理论是以性理学为主、排斥佛教为基础，故得到李朝统治者的支持，学生众多。与同窗郑梦周（圃隱）、業師李穡（牧隐）等人並稱“麗末三隱”。

## 著作
- 《冶隐集》(야은집)
- 《冶隱言行拾遺》(야은언행습유)
- 《冶隐续集》(야은속집)

## 电视剧
- 《龙的眼泪》(KBS，1996年至1998年、演员:姜泰基)